# Malcolm McLaren
Malcolm Robert Andrew Edwards (Londres, Anglaterra, 22 de gener del 1946 - Suïssa, 8 d'abril de 2010), més conegut com a Malcolm McLaren, fou un músic, manager i productor britànic que va assolir la fama com a agent del famós grup de punk Sex Pistols.

## Biografia
McLaren va assistir a diversos col·legis d'art britànics encara que no va acabar els estudis, ja que es va dedicar a dissenyar roba juntament amb la seva companya Vivienne Westwood. El 1974 va ser breument agent del grup musical proto-punk New York Dolls encara que sense massa èxit. El 1975, no obstant això, va complir un rol important en la formació de Sex Pistols, banda punk que va tenir una curta però intensa carrera durant la qual van gravar clàssics com "Anarchy in the U.K." i "God Save the Queen". Després va manejar a altres artistes com Adam Ant i el grup Bow Wow Wow. Ja en els anys 80 McLaren va gravar els seus propis discos els quals van tenir bona acollida, especialment al Regne Unit. El seu últim enregistrament que va aparèixer en les llistes d'èxits va ser "Buffalo Gals Stampede" el 1998.